# Veliki Alan
Veliki Alan är en kulle i Kroatien.   Den ligger i länet Lika, i den centrala delen av landet, 140 km sydväst om huvudstaden Zagreb. Toppen på Veliki Alan är 1 375 meter över havet.
Terrängen runt Veliki Alan är kuperad åt nordost, men åt sydväst är den bergig. Runt Veliki Alan är det ganska glesbefolkat, med 28 invånare per kvadratkilometer. Närmaste större samhälle är Popovača, 16,3 km sydost om Veliki Alan. I omgivningarna runt Veliki Alan växer i huvudsak blandskog.